# Tobias Welz
Tobias Welz (* 11. Juli 1977) ist ein deutscher Fußballschiedsrichter.

## Leben
Welz ist seit der Saison 2016/17 Schiedsrichter für den FC 1934 Bierstadt. Zuvor hat er bis zur Auflösung seines Stammvereins für die SpVgg Nassau Wiesbaden gepfiffen und ist seit dem Jahr 1999 DFB-Schiedsrichter. Zunächst wurde er ab 2004 in der 2. Fußball-Bundesliga eingesetzt. In der Bundesliga kam er zu Beginn als Assistent zum Einsatz; seit der Saison 2010/11 ist er Bundesliga-Schiedsrichter.
Sein Bundesliga-Debüt gab er am 28. August 2010 bei der Partie des 1. FC Nürnberg gegen den SC Freiburg.
Welz stieg 2013 gemeinsam mit Christian Dingert zum FIFA-Schiedsrichter auf. Sie rückten für Knut Kircher und Michael Weiner nach, die freiwillig als FIFA-Schiedsrichter ausgeschieden waren. 2015 wurde Welz in die erweiterte europäischen Schiedsrichter-Spitze hochgestuft. Am 6. Dezember 2019 gab der DFB bekannt, dass Welz mit dem Ende des Jahres 2019 seinen Platz als FIFA-Schiedsrichter freiwillig zur Verfügung stellen wird. Sein Nachfolger wurde Harm Osmers.
Am 4. Juli 2020 wurde Welz vom DFB mit der Leitung des DFB-Pokalfinals 2020 in Berlin zwischen Bayer 04 Leverkusen und dem FC Bayern München betraut. Als Assistenten wurden Rafael Foltyn und Martin Thomsen nominiert, Vierter Offizieller war Patrick Ittrich. Als Video-Assistent kam Felix Zwayer zum Einsatz.
Tobias Welz, der hauptberuflich Beamter bei der hessischen Polizei ist, lebt in Wiesbaden. In seiner Jugend spielte er unter anderem beim SC Klarenthal 1968 und beim FV Biebrich 02. Auch sein Vater Klaus Welz wurde früher in der 2. Bundesliga als Schiedsrichter eingesetzt.
Anfang August 2025 wurde bekannt, dass Welz nach der Saison 2025/26 seine aktive Karriere beenden wird.